# Casaleone
Casaleone é uma comuna italiana da região do Vêneto, província de Verona, com cerca de 5.906 habitantes. Estende-se por uma área de 38,28 km², tendo uma densidade populacional de 155 hab/km². Faz fronteira com Cerea, Gazzo Veronese, Ostiglia (MN), Sanguinetto.

## Demografia
| Variação demográfica do município entre 1861 e 2011                               |
|                                                                                   |
| Fonte: Istituto Nazionale di Statistica (ISTAT) - Elaboração gráfica da Wikipedia |